# Marcel Corens
Marcel Corens est un footballeur belge devenu entraîneur, né le 15 août 1942 et mort le 2 août 2009. 
Il joue en faveur du KFC Diest. Il dirige ensuite les joueurs du KVC Westerlo puis du FC ZD Oud-Heverlee.